# GI LEADING SIRE
GI LEADING SIRE（ジーワンリーディングサイアー）は、コナミのメダルゲームで、競馬ゲームとして1999年に発売された。
シリーズ作品であり、バージョン2は2000年、バージョン3は2001年に発売された。以降バージョン1を基に記す。
継続的なプレイのために、磁気カードを利用した情報保存システムを採用している。

## 概要
1998年のJRAレーシングプログラムに基づき、実在の芝のレースを循環させてゲームを進めている。それに伴い、左回り右回りを忠実に再現している。馬・騎手の名前はもじってあるが、バージョン2以降全て実名で登場している。OPEN・GIIIは6頭立て、GIIは7頭立て、GIは8頭立てである。バージョン2以降は一定条件を満たすと出現する隠しレース（全てGI）がある。
筐体はエレメカの構造上、メンテナンス技術無くしては運用できず、製造から数十年を経過してメーカーの修理や部品供給も終了しているので、国内の商業設備では既に殆ど稼働を終了し大半が廃棄されてしまった模様。確定した情報では無いが、日本のゲームセンター「Bayon（バイヨン）」はWeb上において「当店にて設置・稼働している（本ゲームの）筐体が日本に現存している最後の1台（ではないか）」としている。（なお、この店に設置しているのは「バージョン3」）

## ゲーム内容
中央のトラックフィールドを取り囲むようにして12席のステーションがあり、そこでゲームを行う。ゲームは、馬券ゲーム、馬主ゲームの2つを同時に楽しむことができる。
- 馬券ゲーム
単勝、馬連の2タイプの馬券からなり、1.0倍 - 999.9倍まで表示できる。ボーナスポイント制度があり、配当がそのままポイントとなり、規定のポイントが貯まると馬主ゲームのスペシャル調教ができる。2回までストックできる。

- 馬主ゲーム
馬主ゲームに参加するには専用の磁気カードを購入する。大抵1枚300円である。

新規カードの場合、最初に冠名をカタカナで4文字以内で決める。これは馬固有の名前と合わせて表示される。次に馬を買う必要がある。1レースごとに3頭の馬がオークションに出ており、買うことが出来る。バージョン3では仲介人が居て、馬の能力が当たり外れの大きい仲介人・堅実な仲介人などがいる。その後、スピード重視・スタミナ重視・コンディション重視のうち1つの厩舎を選ぶ。馬は年齢・性別があり、出走できるレースが限られている。1枚のカードで8頭まで所持できる。
調教は馬なり・強め・一杯・坂路・スペシャル調教の5つがある。コンディションが悪くなると放牧することもできる。調教しなくてもレースに出走することはできる。
レースの登録料はG1は10枚、それ以外のレースは5枚。隠しレースは店舗の設定によって異なる。1レースに全てのステーションで5頭まで出走できる。隠しレースは条件を満たした馬のみ出走できる。騎手が選択でき、逃げ・先行・差し・追込の脚質にどれか1人選択する。2着以内に入賞すれば賞金が貰える。その際、騎手を選んだ時に表示されていた割合の分騎手の取り分として減額される。着外の場合でも馬の所有権を失うことはない。
獲得賞金が多い馬を引退させる・全てのGIレースを制覇すると、パスワードが出てくる。このパスワードをコナミのサイトに送るとインターネットランキングに参加できたが今ではサイトそのものが閉鎖されている。参加商品として、過去のGIシリーズで使われた曲のサントラCDやオリジナル携帯ストラップがプレゼントされた。